# ماريا لويزا تاكر
ماريا لويزا تاكر (بالإنجليزية: Maria Luisa Tucker)‏ هي صحفية أمريكية، ولدت في 20 أغسطس 1979.